# Erflinghausen
 Erflinghausen ist ein Ortsteil der Stadt Meschede im Hochsauerlandkreis. Am 31. Dezember 2023 hatte Erflinghausen 26 Einwohner.

## Geografie
Der Ort befindet sich rund sieben Kilometer südlich von Meschede. Etwa 500 Meter südlich von Erflinghausen entspringt die Wipper. Der Bach fließt durch den Ort und mündet rund anderthalb Kilometer nördlich von Erflinghausen in den Hennesee. Angrenzende Orte sind Büenfeld, Nichtinghausen, Schüren und Enkhausen.

## Geschichte
Frühe Anhaltspunkte über die Größe des Ortes ergeben sich aus einem Schatzungsregister für das Jahr 1543. Demnach gab es in „Erfflinghaußen“ drei Schatzungspflichtige; die Zahl dürfte mit den damals vorhandenen Höfen übereingestimmt haben. Bis zum Ende des 18. Jahrhunderts bildeten die Höfe Scheiwe, Krämer und Kathol die Siedlung, dann kamen neue Häuser hinzu. Um 1819 bestand der Ort aus sieben Häusern mit 54 Einwohnern.

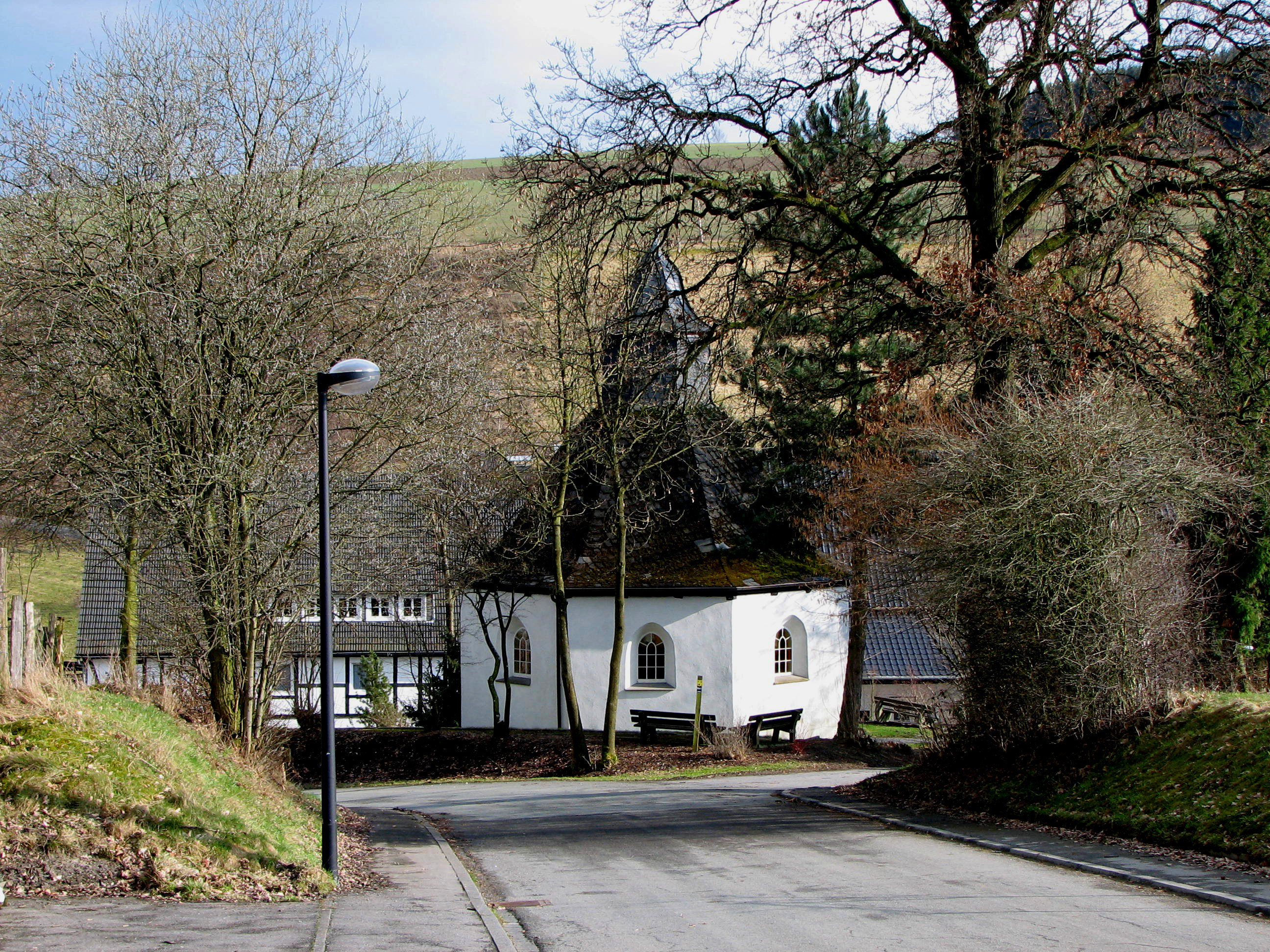
Kapelle St. Lucia

Erflinghausen gehörte zum Kirchspiel Reiste und später zur politischen Gemeinde Reiste im Kreis Meschede. Seit der Neugliederung durch das Sauerland/Paderborn-Gesetz zum 1. Januar 1975 gehört Erflinghausen zum Hochsauerlandkreis und ist ein Ortsteil der Stadt Meschede.
Um 1980 wurde am nördlichen Ortsrand eine Ferienhaussiedlung gebaut.

## Religion
Die denkmalgeschützte katholische Kapelle St. Lucia wurde am 22. Oktober 1989 in die Liste der Denkmale der Stadt Meschede aufgenommen. Nach mündlicher Überlieferung sollen die Familien Scheiwe, Krämer und Kathol die Stifter gewesen sein.